# Sueca Ricers
Sueca Ricers es un club deportivo de fútbol americano ubicado en Sueca (Valencia) España.

## Historia
Sueca Ricers fue fundado en 2007, por miembros del desaparecido Cullera Giants. incorporándose a la LNFA 2 en la temporada 2009, y a la Liga Nacional de Fútbol Americano (LNFA) en 2010, donde permaneció hasta la temporada 2014, no participando más en dicha competición ante la falta de apoyos económicos Su equipo junior compitió hasta la temporada 2015-16, corriendo poco después la misma suerte que el equipo senior. El equipo junior ganó la Copa Valenciana Junior y quedó subcampeón de la LNFA Junior en 2013. Por su parte el equipo senior disputó la semifinal de la serie A por el título de liga en 20111, cayendo ante el que sería nuevo campeón de España Hospitalet Pioners. Además el equipo senior cuenta en su haber con tres campeonatos de la liga valenciana. Durante estas temporadas en entrenador fue Salvador Bartolomé a excepción de la temporada 2011-12 que fue ayudante principal del Head Coach Michele ventorre.
Sueca Ricers ha vuelto a competir en la temporada 2017-18 aunque en la modalidad FLag (sin contacto) en categoría senior.